# Leopold Doležal
Leopold Doležal (27. října 1913 Brno – 30. srpna 1952 Věznice na Cejlu) byl český strojní zámečník, protinacistický a protikomunistický odbojář odsouzený v politickém procesu k trestu smrti a v roce 1952 popraven.

## Životopis
Narodil se v roce 1913 v Brně do německé rodiny. Otec Emilian pracoval jako holič, matka Adela byla v domácnosti. Žil v brněnských Židenicích. Vyučil se strojním zámečníkem, přičemž působil v brněnské zbrojovce. V letech 1931 až 1933 byl automechanik v opravně automobilů, poté v rámci povinné vojenské služby působil v letech 1933 až 1935 jako svobodník u dělostřelectva. V letech 1936 až 1937 poté působil jako pořádkový policista ve Vítkovicích. V březnu 1937 se přestěhoval zpět do Brna, kde začal pracovat jako strážník státní policie v brněnských Židenicích. Jeho koníčkem bylo chování akvarijních rybiček. Byl členem akvaristického spolku Pterofylum. Byl dvakrát ženatý, poprvé v letech 1938 až 1944 se svou ženou Věrou, od roku 1945 pak se svou ženou Ludmilou. Měl dceru Evu.

### Druhá světová válka

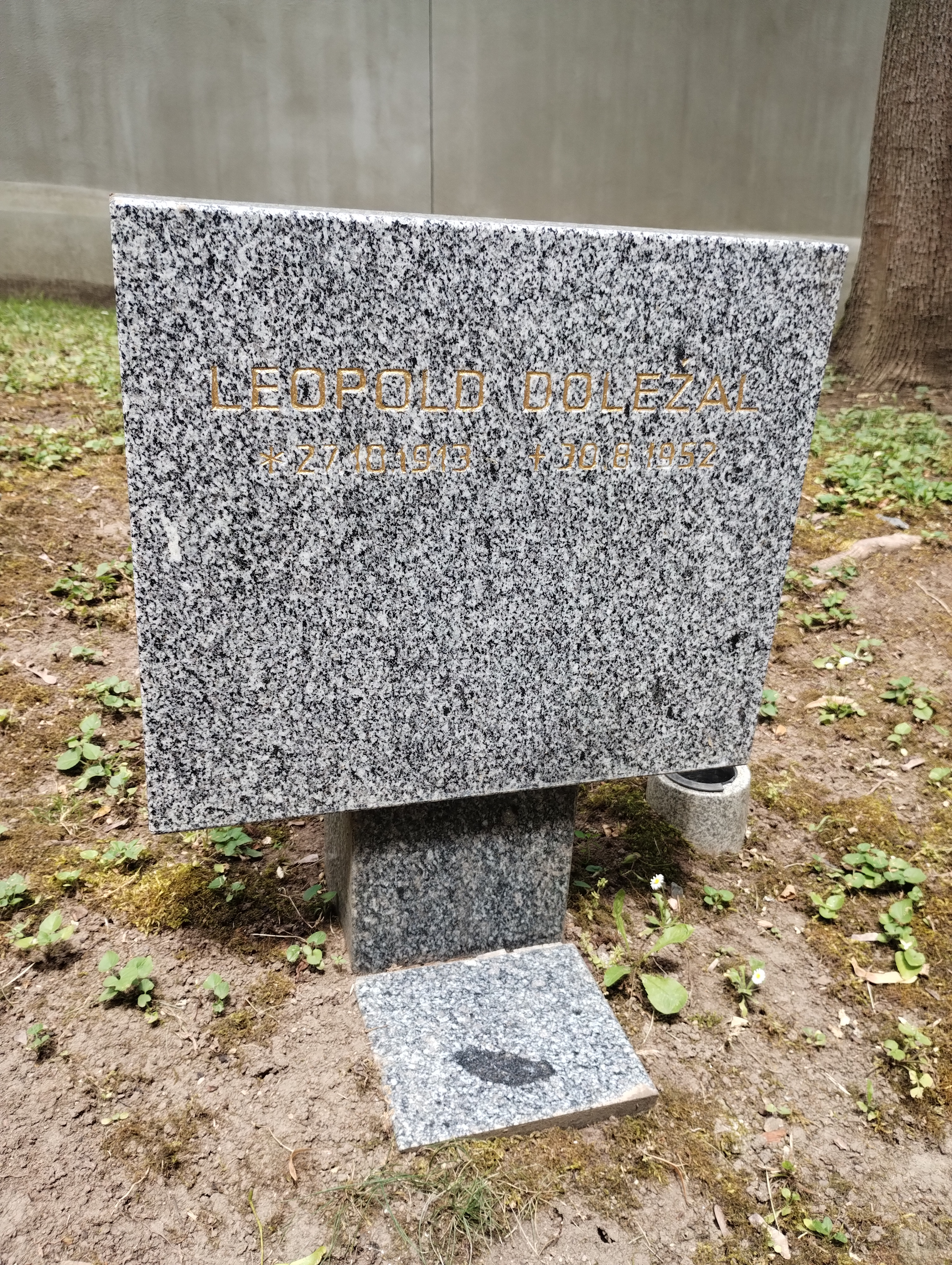
Symbolický náhrobek L. Doležala na Čestném pohřebišti v Ďáblicích

Během druhé světové války ve svém působení u policie pokračoval. Od roku 1941 přitom působil v nově zřízeném dopravním oddílu. Byl členem odbojové organizace Vojenská orlice. V rámci své činnosti pomáhal odbojářům, když pomáhal skrývat zbraně a předával zprávy z vězení. V srpnu 1942 ukryl tři zbraně přechovávané rotmistrem Augustinem Losem, v jehož domě gestapo vykonávalo domovní prohlídku. Vzhledem k tomu, že v té době panovalo na území Protektorátu Čechy a Morava stanné právo, tím riskoval udělení trestu smrti. Augustinu Pokornému pak nosil do vězení potraviny a zasadil se rovněž o zrušení podání trestního oznámení na jeho ženu. Varoval rovněž zaměstnance nedaleké hospody, že se nacisté chystají jej zatknout kvůli nelegálnímu poslechu zahraničního rozhlasu. V únoru 1944 se stal vrchním četnickým strážmistrem.

### Po válce
Po konci války se stal členem tělovýchovné jednoty Sokol. Nastoupil rovněž do nově vytvořeného Sboru národní bezpečnosti. Se svou ženou Ludmilou se přestěhoval do Černovic. V roce 1948 vstoupil do KSČ. Brzy po komunistickém převratu v roce 1948 začal působit v protikomunistickém odboji, s nímž jej měl seznámit jistý živnostník, kterého znal. V rámci své odbojové činnosti začal pracovat pro britskou zpravodajskou službu. Dva týdny ve svém bytě pomáhal ukrýt agenta této služby Josefa Kolíska. Zpravodajské službě poskytoval zprávy bezpečnostního charakteru a v červnu 1950 pomáhal vyzvednout a převést do Brna zakopané vysílačky. Skutečnost, že byl příslušníkem SNB, a měl tak například přístup ke služebnímu vozu SNB, mu při jeho činnosti pomáhala. V září 1949 přestal působit jako vrchní četnický strážmistr.
V říjnu 1950 byl agent Kolísko zastřelen a Doležal z pozice příslušníka SNB identifikoval v márnici jeho tělo, což zřejmě na místě vyvolalo podezření. Zatčen byl nedlouho poté, 4. listopadu 1950 v rámci Akce Kozel. Během výslechů se snažil zapírat co nejdéle, aby svým spolupracovníkům v odboji získal čas na útěk ze země. Za zločiny velezrady a vyzvědačství byl v politickém procesu odsouzen k trestu smrti. Žádosti o milost od prezidenta Klementa Gottwalda nebylo vyhověno a v srpnu 1952 tak byl Doležal v brněnské Věznici na Cejlu popraven. Stal se tak posledním popraveným v této věznici. V soudním procesu bylo odsouzeno dalších 25 osob k dlouholetým trestům odnětí svobody včetně několika doživotích trestů.

## Připomínky
- Jeho jméno je uvedeno na pamětní desce popraveným příslušníkům Sboru národní bezpečnosti umístěné na fasádě v podloubí před vstupem do budovy Policejního prezidia České republiky na adrese Strojnická 935/27, 170 89 Praha 7 – Holešovice.[13][14]
- Jeho jméno je rovněž uvedeno na Pomníku Miladě Horákové a Obětem komunismu v Praze 4 - Nuslích na Náměstí Hrdinů, u stanice metra Pražského povstání, před Vrchním soudem v Praze a Vrchním státním zastupitelstvím v Praze.[15]
- Jeho jméno je uvedeno na desce v řadě 25 na Čestném pohřebišti popravených a umučených z 50. let (III. odboj) na Ďáblickém hřbitově.[16]

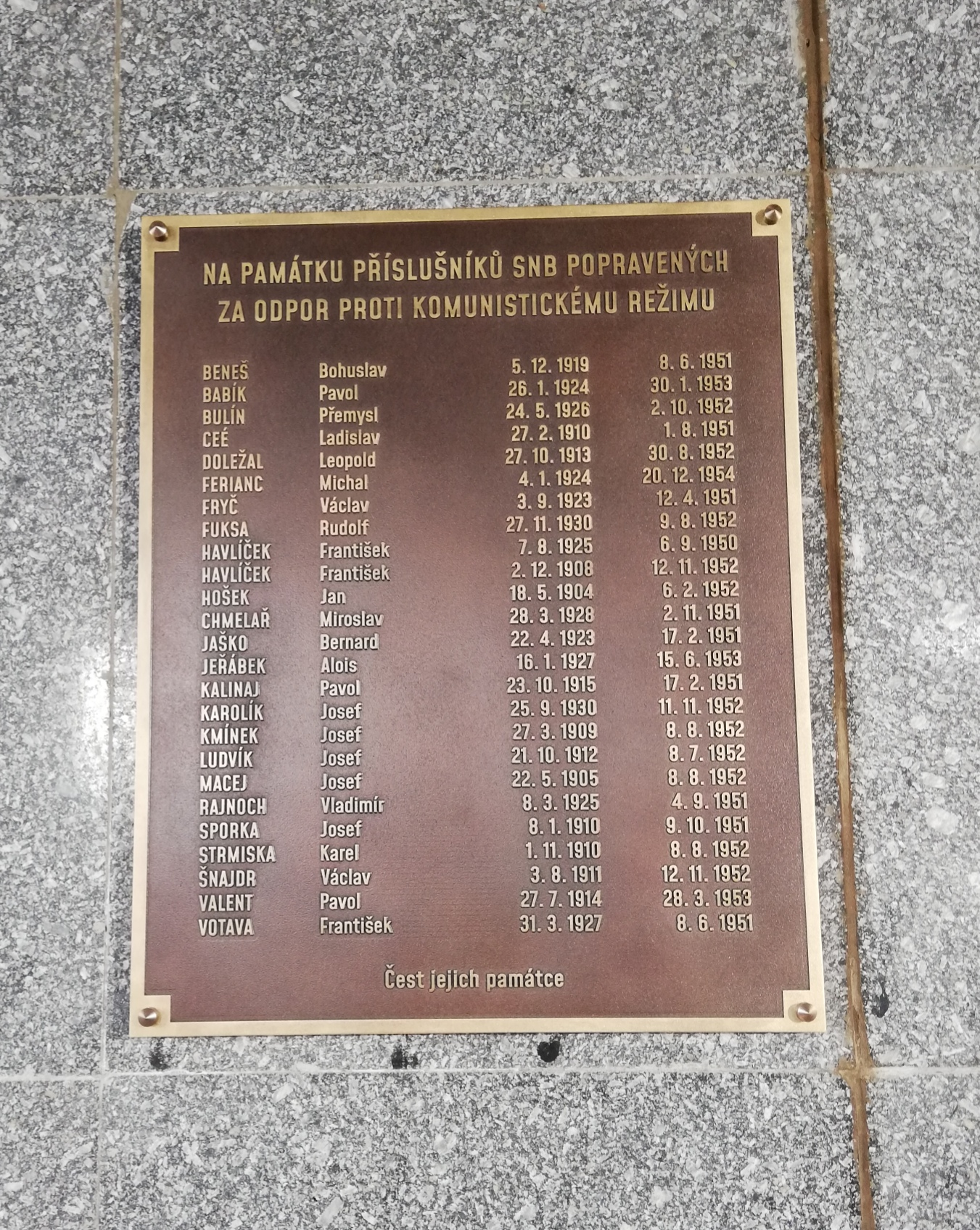
Pamětní deska popraveným příslušníkům Sboru národní bezpečnosti se jménem L. Doležala v pražských Holešovicích
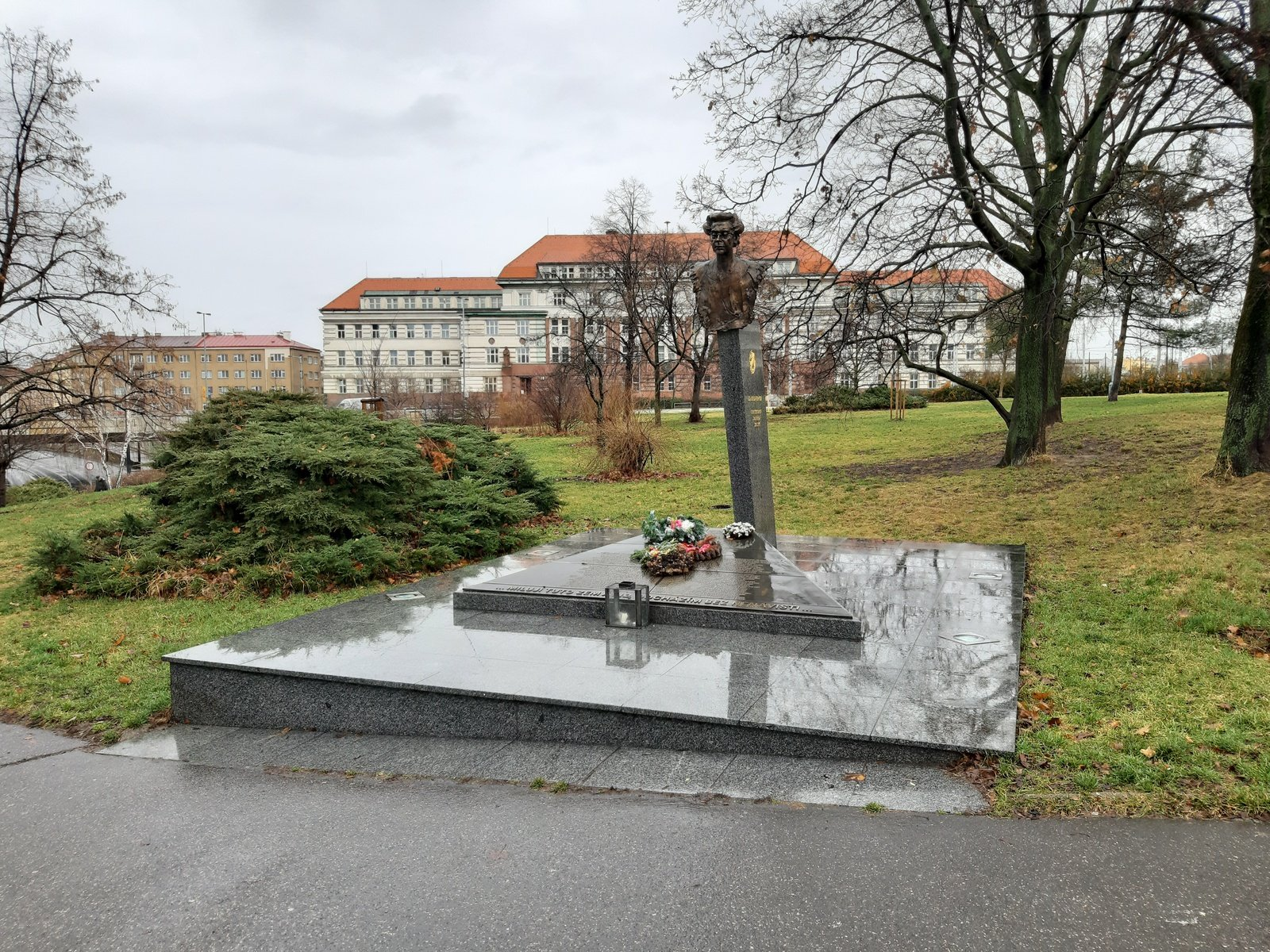
Pomník na náměstí Hrdinů v Praze 4 - Nuslích
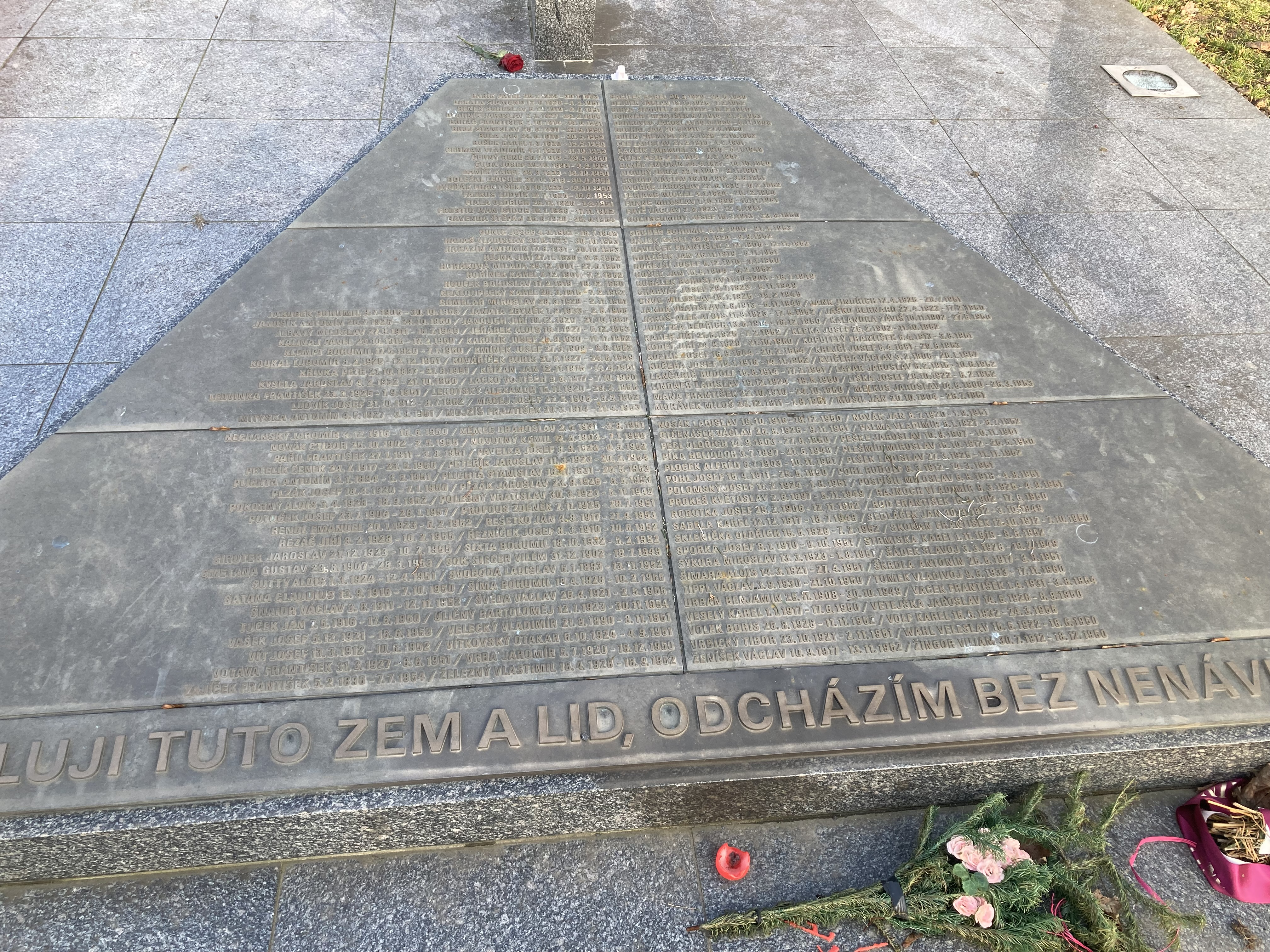
Seznam obětí komunismu se jménem L. Doležala na pomníku na náměstí Hrdinů v Praze 4 - Nuslích
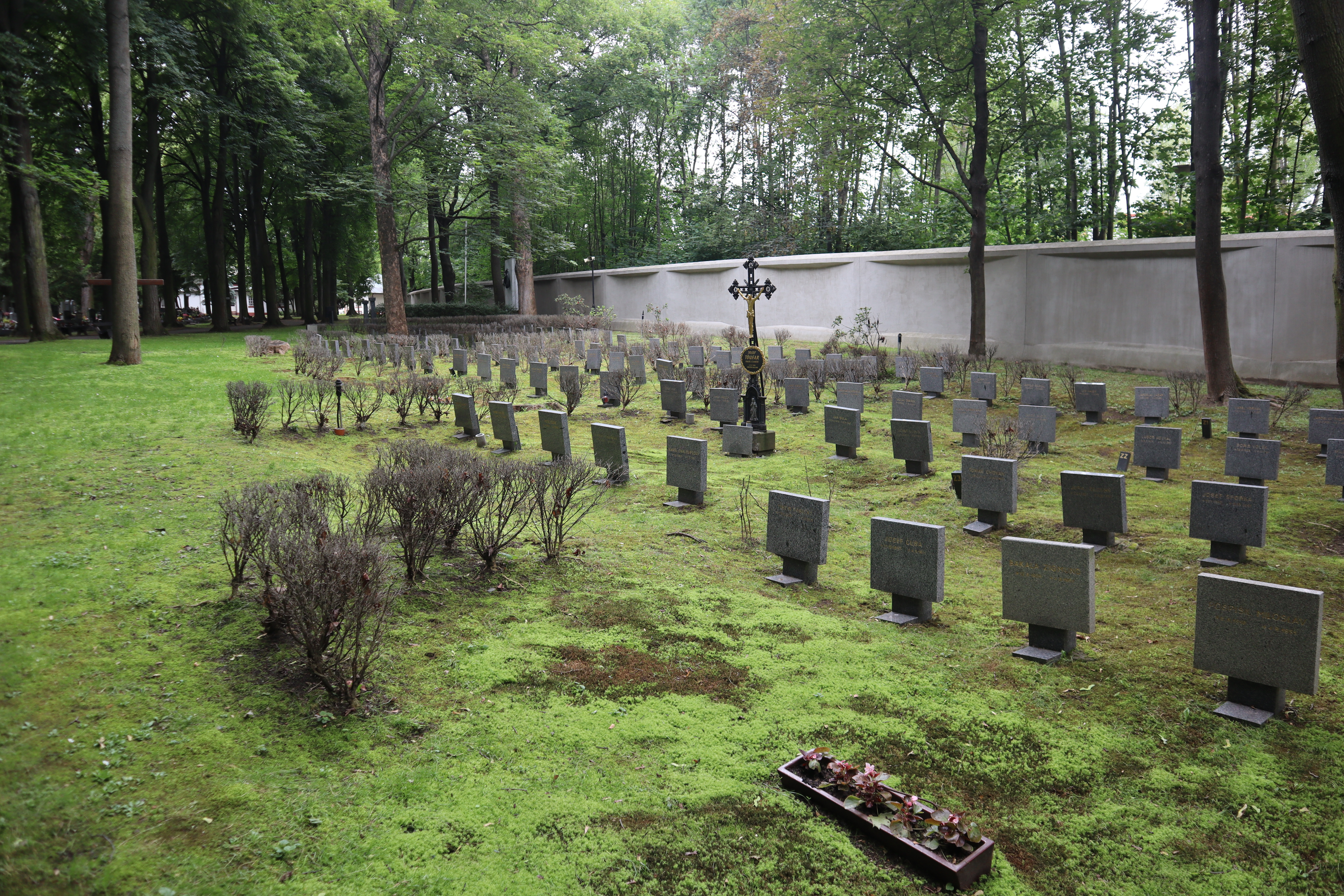
Čestné pohřebiště popravených a umučených z 50. let (III. odboj) na Ďáblickém hřbitově